# Trevor Wilkinson
Trevor Wilkinson (* 14. Mai 1923 in Blackpool; † 6. Juni 2008 auf Menorca, Spanien) war ein englischer Automobilkonstrukteur und Gründer von TVR.

## Biografie
Wilkinson verließ mit 14 Jahren die Schule und begann mit einer Ausbildung zum Ingenieur in einer lokalen Werkstatt in Blackpool. 1946 erstand er einen Reifenladen in seiner Heimatstadt und wandelte das Geschäft in eine Werkstatt mit Autogeschäft um. Das Geschäft nannte er Trevcar Motors.
1947 entwickelte er sein erstes Auto, einen modifizierten Alvis Firebird. Er benannte die Firma daraufhin in TVR Engineering um; TVR als Abkürzung seines Vornamens Trevor. Der Firma schloss sich Jack Pickard an. 1949 entstand das erste Sportfahrzeug unter dem Namen Mark I, später umbenannt in TVR Grantura.
Die Fahrzeuge waren für die damalige Zeit sehr schnell und agil. Sie waren mit einer speziellen Glasfaserkarosserie ausgestattet und verfügten über einen starken Coventry-Climax-, einen BMC- oder einen Ford-Motor. Diesem Konzept folgte die Firma bis in die 1980er-Jahre. Der erste Verkauf in die Vereinigten Staaten folgte 1956. Im Vereinigten Königreich wurden die Fahrzeuge in Kit-Form verkauft, um die steuergesetzlichen Verpflichtungen zu umgehen. 1960 verkaufte Wilkinson sein hundertstes Auto.
Im April 1962 schied Wilkinson zusammen mit seinem Partner Jack Pickard aus der Firma aus, um mit ihm ein Konstruktions-Unternehmen zu gründen, das sich auf Glasfaser spezialisierte. Seine Trennung von der Firma erfolgte kurz bevor die ersten TVR-Modelle im 24-Stunden-Rennen von Le Mans benutzt wurden.
Wilkinson verbrachte seinen Ruhestand auf Menorca, Spanien, wo er am 6. Juni 2008 im Alter von 85 Jahren nach langer Krankheit starb.